# 애플에 의한 검열
애플에 의한 검열(Censorship by Apple)은 애플 사(Apple Inc.)가 자사 정책, 법적 요구사항 또는 다양한 국가의 검열 법률을 준수하기 위해 iTunes Store와 App Store 같은 서비스 또는 자회사의 콘텐츠나 정보의 유포를 제거, 생략, 방해하는 것을 의미한다.

## 아이튠즈 북스(iTunes Books)
2005년, 스티브 잡스는 무단 전기 『iCon』을 출간한 것에 대한 대응으로 존 와일리 앤드 선스(John Wiley & Sons)가 출판한 모든 책을 앱 스토어에서 금지시켰다.
이 책은 “잡스의 의견을 명확하게 표현하지 못하고, 불필요한 단어의 반복이 있으며, 어색한 일화들이 있다”는 이유로 비판을 받았다. 그러나 제프리 S. 영(Jeffrey S. Young)의 글의 품질에 대한 비판과 과 윌리엄 L. 사이먼(William L. Simon's)의 스티브 잡스를 상사이자 개인으로서 ‘부정적인’ 인물로 강조하려는 시도에도 불구하고, 사상가 댄 섬프션은 이 책이 스티브 잡스의 삶을 비교적 재미있게 보여준다고 인정했다.
2010년 4월 기준으로 『모비 딕(Moby-Dick)』의 아이북스(iBooks) 설명에서는 “향유 고래(sperm whale)”라는 단어가 검열되었다.
『데일리 텔레그래프(The Daily Telegraph)』에 따르면, 『Blonde and Wet, the Complete Story』를 포함한 네 권의 에로틱 소설이 2010년 7월 26일에 상위 10위 차트에서 제거된 것으로 전해졌다.
노스웨스트 프레스(Northwest Press)는 아이북스 스토어를 통한 판매에 있어 애플의 콘텐츠 제한과 지속적으로 충돌해왔다. Tom Bouden이 오스카 와일드의 희곡 『진지함의 중요성(The Importance of Being Earnest)』을 각색한 작품은 남성의 부분적 나체를 가리기 위해 검은 막대를 추가한 이후에야 승인을 받았다. 이 기술 회사는 처음에는 존 메이시의 『Fearful Hunter』 단행본 개별 호를 허용했으나, 이후에는 합본판을 거부하고 개별 호들까지 삭제했다. 풍자 작품인 『알카에다의 초비밀 무기(Al-Qaeda's Super Secret Weapon)』는 처음부터 거절당했다.  노스웨스트는 저스틴 홀과 데이브 대븐포트가 만든 『Hard to Swallow』의 원본이 성적 내용 때문에 거절되자, “문제 있는” 부분을 사과 이미지로 가린 자가 검열 버전을 출간했다.

## iTunes Music

### 노래 검열
iTunes에는 노래 제목의 욕설을 검열하는 정책이 있다. 이로 인해 무해한 제목이 우연히 욕설과 비슷한 철자 배열을 가졌다는 이유로 검열되는 '스컨소프 현상'이 발생하기도 했다.
노래에 'explicit'(노골적) 라벨이 붙으면, 곡 제목 옆에 "explicit"이라고 표시된다. 노래가 "explicit"으로 표시되어 있을 경우, 자녀 보호 설정에서 "노골적 콘텐츠 제한"이 설정되어 있으면 해당 노래는 구매할 수 없다. 종종 일부 노래 제목 옆에는 "clean"(검열됨)이라는 표시가 있는데, 이는 가사가 검열된 버전이라는 뜻이며 모든 계정에서 구매가 가능하다. 일반적으로 "clean"으로 표시된 노래는 노골적인 원본 버전도 존재한다.

## iTunes 팟캐스트

### 인포워즈(InfoWars)
애플은 2018년 8월 6일, 미국 우파 음모론자이자 라디오 진행자 및 콘텐츠 제작자인 알렉스 존스가 운영하는 웹사이트 Infowars에서 제작한 거의 모든 영상을 제거했다. 애플은 해당 콘텐츠가 증오 발언을 담고 있다는 이유로 삭제 결정을 내렸다. 애플의 이 결정은 페이스북, 유튜브, 스포티파이, 구글 등 다른 주요 기술 기업들 또한 인포워즈 콘텐츠를 제거하도록 자극했다.

## Apple TV+
2023년 10월, 애플은 중국 및 기타 주제에 대한 스튜어트의 편집 접근 방식에 대한 의견 충돌로 존 스튜어트가 진행한 프로그램 존 스튜어트의 문제점(The Problem with Jon Stewart)를 취소했다. 이 취소는 미국 하원 미중 전략경쟁 특별위원회로부터 비판과 의문을 불러일으켰다.

## 앱 스토어

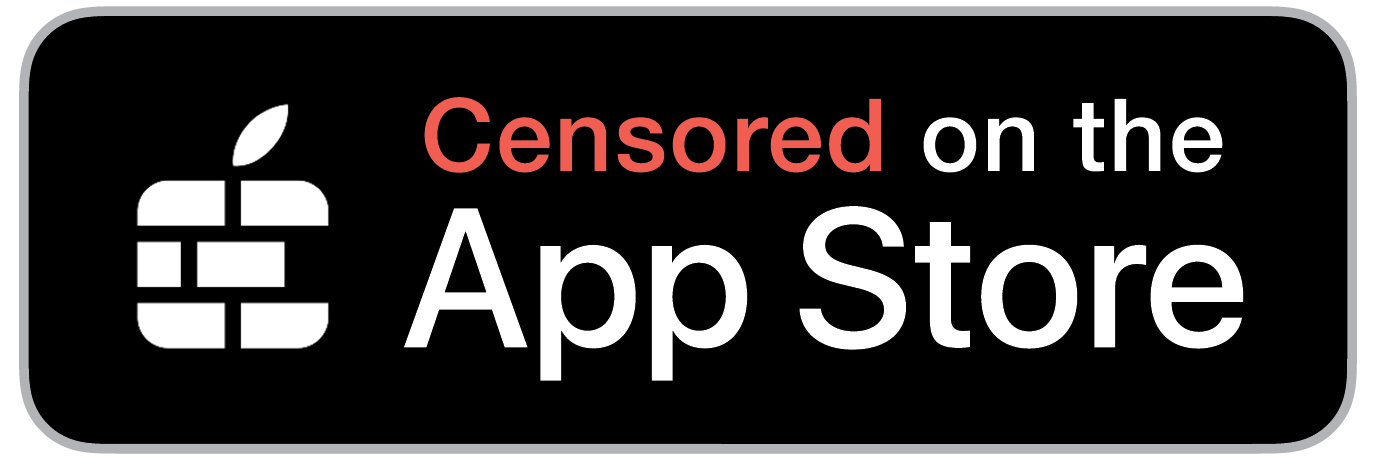
앱 스토어에서의 검열을 풍자하는 이미지

### 신문 및 잡지 콘텐츠
2009년 5월, 애플은 전 세계 50개 이상의 신문 콘텐츠를 읽을 수 있는 아이폰 앱인 "Newspapers"의 첫 번째 버전을 거부했다. 여기에는 <뉴욕타임스>, 프랑스의 <르몽드>, 영국 타블로이드 <더 선> 등이 포함되어 있었다. 거절 사는 『더 선』에 매일 실리는 상반신 노출 "page 3" 여성 모델들이 "외설적"이라고 판단되었기 때문이었다. 이후 더 선에 대한 접근을 제거하고 £0.59의 가격을 붙인 두 번째 버전이 제출되었고, 아이폰 3.0 소프트웨어 출시 이후 여름에 이용 가능하게 되었다. 이와 유사한 또 다른 애플리케이션 'Eucalyptus'는 사용자가 아이폰에 전자책을 다운로드 할 수 있도록 해주는 앱이었지만, 다운로드 가능한 책에 카마수트라가 포함되어있다는 이유로 애플에 의해 거부되었다. 해당 금지는 이후 해제되었다.
우리는 아이폰에서 포르노를 없애야 할 도덕적 책임이 있다고 믿는다.
… 포르노를 원하는 사람은 안드로이드 폰을 사면 된다.
— 스티브 잡스
우리는 유럽 잡지를 유타주의 기준에 맞출 수 없다.
— 마티아스 뮐러 폰 블루멘크론 (슈피겔 편집장, 뉴스 잡지가 앱 스토어 기준에 맞추기 위해 콘텐츠를 수정하지 않겠다는 경고)

앱 스토어에는 플레이보이와 스포츠 일러스트레이티드의 성인 등급 앱이 여전히 존재하는 반, 다른 개발자들의 앱은 성인 콘텐츠를 이유로 삭제되었다. 이로 인해 위선적이라는 비판이 일고 있다. 그럼에도 불구하고 성인 사이트들은 아이폰과 아이패드 사용자를 대상으로 계속 마케팅하고 있다. 2009년 11월,독일의 주류 주간지로 약 90만 부의 인쇄 부수를 자랑하는 『슈턴』의 애플리케이션이 아무런 경고 없이 수 주간 삭제되었다. 2010년 1월, 유럽 최대 신문사인 독일 타블로이드 빌트는 애플의 요청에 따라 인쇄판 아이폰 버전에서 일부 콘텐츠를 제거했으며, 이후 슈턴 사례처럼 누드 콘텐츠로 인해 애플리케이션을 수정해야 했다. 독일 잡지 출판사 협회(VDZ)는 애플의 이러한 개입이 검열로 이어질 수 있다고 경고했다.
2010년 11월 26일, 덴마크 출판사 미디어프로바이더가 구글의 OS에 대한 정보를 담은 잡지 앱을 앱 스토어에 등록하려 했지만 허용되지 않았다.
가디언지는 애플의 노골적인 콘텐츠 거부 방식을, 수년간 영국 출판사에 콘텐츠 제한을 강요했던 주요 유통업체 WHSmith에 비유했다. 패션 잡지 Dazed&cunfused의 직원들은 아이패드 버전을 "이란 에디션"이라 부르고 있다.

### 퓰리처상 수상 만평
2009년 12월, 애플은 만평가 마크 피오레의 만화 앱 'NewsToons'을 "공인을 조롱한다"는 이유로 금지했다. 2010년 4월, 피오레는 정치 풍자 만평으로 퓰리처상을 수상하며, 인터넷 전용 만평가로는 최초로 이 저명한 언론상을 수상하게 되었다. 수상 후 해당 이야기가 알려지며 후 대중의 항의가 이어지자 애플은 피오레에게 앱을 다시 제출하도록 요청했고 이후 수락되었다. 피오레는 "물론, 내 작품이 승인될 수도 있지만, 퓰리처상을 수상하지 못한 사람이나 나보다 더 나은 정치 앱을 만들고 있는 사람은 어떨까? 정치적인 내용이 담긴 앱을 승인받기 위해 미디어의 열광이 필요한가?"라고 말하였다.

### 베이비 셰이커
2009년 4월, 베이비 셰이커(Baby Shaker)라는 게임이 앱스토어에 승인되었다가 나중에 불만으로 인해 삭제되었다. 이 게임은 사용자가 화면에 있는 만화 아기의 이미지가 사라질 때까지 휴대전화를 흔들 수 있게 했다.

### 나인 인치 네일스
2009년 5월, 록 밴드 나인 인치 네일스의 트렌트 레즈너는 자신의 트위터 계정을 통해, 애플이 "부적절한 콘텐츠"를 이유로 나인 인치 네일스 애플리케이션의 업데이트를 거부했다고 발표했다. 개발자는 나인 인치 네일스 포럼에 상황을 다음과 같이 설명했다:
“버전 1.0은 승인되어 있다. 버전 1.0.3은 콘텐츠 문제로 거부되었는데, 사실 이 앱에는 어떤 콘텐츠도 포함되어 있지 않다. 이 업데이트는 주로 국제 사용자들에게 발생하는 앱 충돌 버그를 수정하기 위한 안정성 패치였다. 이 버그는 1.0 출시 후 24시간 내에 수정되었고, 우리는 그 이후로 애플의 승인을 기다리고 있었다. 그동안 앱은 버그로 인해 불만을 가진 국제 사용자들로부터 별점 1점 리뷰가 계속 늘고 있다. 하지만 우리는 어쩔 수 없다.”
이후 애플은 해당 업데이트를 승인했다.

### 아이폰 전자책
2009년 12월, 테드 랜도의 전자책 앱 "Take Control of iPhone OS 3"는 애플에 의해 거부되었다. 이 앱은 탈옥(jailbreaking)에 대한 모든 언급이 삭제될 때까지 앱 스토어에 다시 올라갈 수 없었다.

### 폰 스토리
2011년, 애플은 "Phone Story"라는 게임을 금지했다. 이 게임은 분쟁 광물, 환경 폐기물, 노동 문제 등 스마트폰 제조 과정에서의 윤리적 문제들을 다루고 있었다. 이 게임은 결국 제작자인 Paolo Pedercini에 의해 웹에 게시되었다.

### 드론 타격 앱
2012년 8월, 조쉬 베일리는 미국 군사 무인 항공기(UAV)가 목표를 타격할 때마다 푸시 알림을 보내는 아이폰 앱을 제작했다. 이 앱은 애플에 의해 "불쾌하고 저속하다"는 이유로 거부되었다.

### 유틸리티
2013년 3월 11일, HiddenApps는 승인되어 앱 스토어에 등장했다. 이 앱은 개발자 진단 메뉴에 접근할 수 있게 해주었으며, 기본 앱을 숨기거나 애플의 광고 시스템인 iAds를 거부하는 기능을 제공했다.

### 교육용 앱
2013년 7월, 기술 교육 스타트업 트리하우스는 애플이 안드로이드에 대한 수업을 포함한 iOS 앱의 출시를 거부했다고 주장했다.

### 페이퍼, 플리즈 (Papers, Please)
국경 검문소 운영을 주제로 한 비디오 게임 Papers, Please는 2014년 12월 아이패드용으로 출시되었지만, 개발자인 루카스 포프는 게임 내 전신 스캐너 장면의 픽셀화된 누드를 삭제해야만 애플 기기용 출시를 허용받을 수 있었다. 며칠 후, 애플이 방침을 바꾼 것으로 보이며 픽셀화된 누드를 포함한 전체 버전을 앱 스토어에 올리는 것이 허용되었다. 하지만 이 게임은 여전히 앱 스토어에서 17세 이상 등급으로 분류되어 있다.

### 프랑스 음악 앱 제거
2015년 5월 4일, 애플은 팟캐스트에서 "부적절한 콘텐츠"가 방송되었다는 이유로 France Musique 애플리케이션을 앱 스토어에서 제거했다. 이 애플리케이션은 누드를 일부 포함한 에두아르 마네의 그림 <올림피아>를 표시하고 있었다. 이 팟캐스트 앱은 17세 이상 등급으로 다시 앱 스토어에 제출되었다.

### 카오스 컴퓨터 클럽의 보안 취약점 관련 영상
2015년 10월, 유럽 최대 해커 단체인 카오스 컴퓨터 클럽 프랑크푸르트 지부의 일부 회원들이 만든 Apple TV용 맞춤 스트리밍 앱이 애플에 의해 거부되었다. 이 앱은 카오스 컴퓨터 클럽의 회의에서 발표된 강연 녹화 영상을 보여주기 위한 것이었다. 이 사건에 대한 블로그 게시물에 따르면, 애플의 거부 이유는 "일부 영상이 애플 기기를 해킹하는 방법을 보여준다"는 것이었다. 이 영상들은 공개적으로 이용 가능하며, 유튜브에도 업로드되어 있다. 유튜브 앱을 사용하면 여전히 애플 기기에서 해당 콘텐츠를 재생할 수 있다.

### 아이작 (The Binding of Isaac: Rebirth)
애플은 아이들을 대상으로 한 폭력을 만화 형식으로 묘사했다는 이유로 비디오 게임 The Binding of Isaac: Rebirth의 iOS 앱 스토어 등록을 금지했다. 이 게임은 다음해 17세 이상 등급을 받고 승인되었다.

### 텔레그램과 텔레그램 X
2018년 2월, 애플은 텔레그램 LLP가 제작한 암호화 메시지 앱 텔레그램과 텔레그램 X를 부적절한 콘텐츠를 이유로 앱 스토어에서 삭제했다. 애플은 특히 사용자들이 아동 포르노그래피에 접근할 수 있었던 사례를 지적하며, 문제가 해결될 때까지 해당 앱들을 금지했다.

### 인포워즈(InfoWars)
애플은 2018년 9월, 외설적인 자료에 반하는 자사 정책을 위반했다는 이유로 인포워즈 앱을 앱 스토어에서 제거했다. 애플의 금지는 단지 새로운 사용자들이 해당 앱을 다운로드할 수 없게 할 뿐, 이미 설치된 사용자들은 여전히 접근이 가능하다.

### 텀블러(Tumblr)
2018년 11월, 애플은 텀블러가 아동 포르노그래피를 제대로 필터링하지 못한 것을 이유로 텀블러 앱을 앱 스토어에서 제거했다. 텀블러는 아동 포르노 콘텐츠의 기존 데이터베이스를 사용하여 자동으로 해당 콘텐츠를 탐지하고 삭제했지만, 데이터베이스에 없는 이미지가 텀블러에 존재한다는 증거가 발견되었다. 이 금지 조치에 대응해, 텀블러는 아동 포르노 사례를 삭제했으며, 이후 2018년 12월 17일부터 자사 플랫폼에서 모든 포르노그래피 콘텐츠를 금지하기로 결정했다.

### 역사 기반 게임들
2018년 12월, 애플은 실제 전투원이 등장한다는 이유로 전략 게임 Afghanistan '11을 삭제했다. 게임 개발사 슬리더린은 탈레반을 무찌르는 것보다 아프간 민간인을 지원하는 것이 주요 목표라고 반박했다. 이 사건은 이전에 Ultimate General: Gettysburg라는 게임이 역사적 맥락에서 남부 연합기를 포함했다는 이유로 잠정 금지된 일에 이어 발생한 것이다.

### HKmap
2019년 10월, 애플은 HKmap.live 앱을 앱 스토어에서 삭제했다. 해당 앱은 홍콩에서의 시위 및 경찰 위치를 추적하는 데 사용되었다. 애플은 이 앱이 "사용자들이 법 집행을 회피하도록 한다"고 밝혔다.

### 페이스북 이벤트의 “Apple takes 30% of this purchase.” 문구
2020년, 애플은 페이스북이 유료 온라인 이벤트에 대해 “Apple이 이 구매 금액의 30%를 가져간다”는 메시지를 사용자에게 표시한 것을 삭제하도록 강요했다. 애플은 해당 알림이 앱 스토어 정책상 "관련 없는" 정보에 해당한다고 주장했으며, 페이스북은 이에 동의하지 않았다.

### 나발니(navalny)
2021년, 애플과 구글은 각각 앱 스토어와 구글 플레이 스토어에서 나발니 앱을 삭제했다. 이 앱은 러시아 의회 선거 당일 삭제되었으며, 앱 제작자 알렉세이 나발니와 그의 지지자들은 두 회사가 정치적 탄압에 가담했다고 주장했다. 애플은 나발니 측에 보낸 편지에서 해당 앱이 러시아에서 불법적인 콘텐츠를 포함하고 있다고 밝혔다.

## 국가별 검열
다음은 미국 앱 스토어 외 지역에서 애플이 시행한 검열 및 정보 통제 사례들이다. 이들 중 상당수는 외국 정부의 압력으로 시행되었으며, 법을 준수하기 위해 조치된 것들이다. 그러나 이러한 제한은 사용자가 다른 나라로 이주하더라도 계속 적용되며, 이를 해제하려면 애플 ID의 지역을 변경해야 하는데, 이 과정에서 기존 구독을 취소하고 새로운 결제 수단을 설정해야 한다.

### 중국

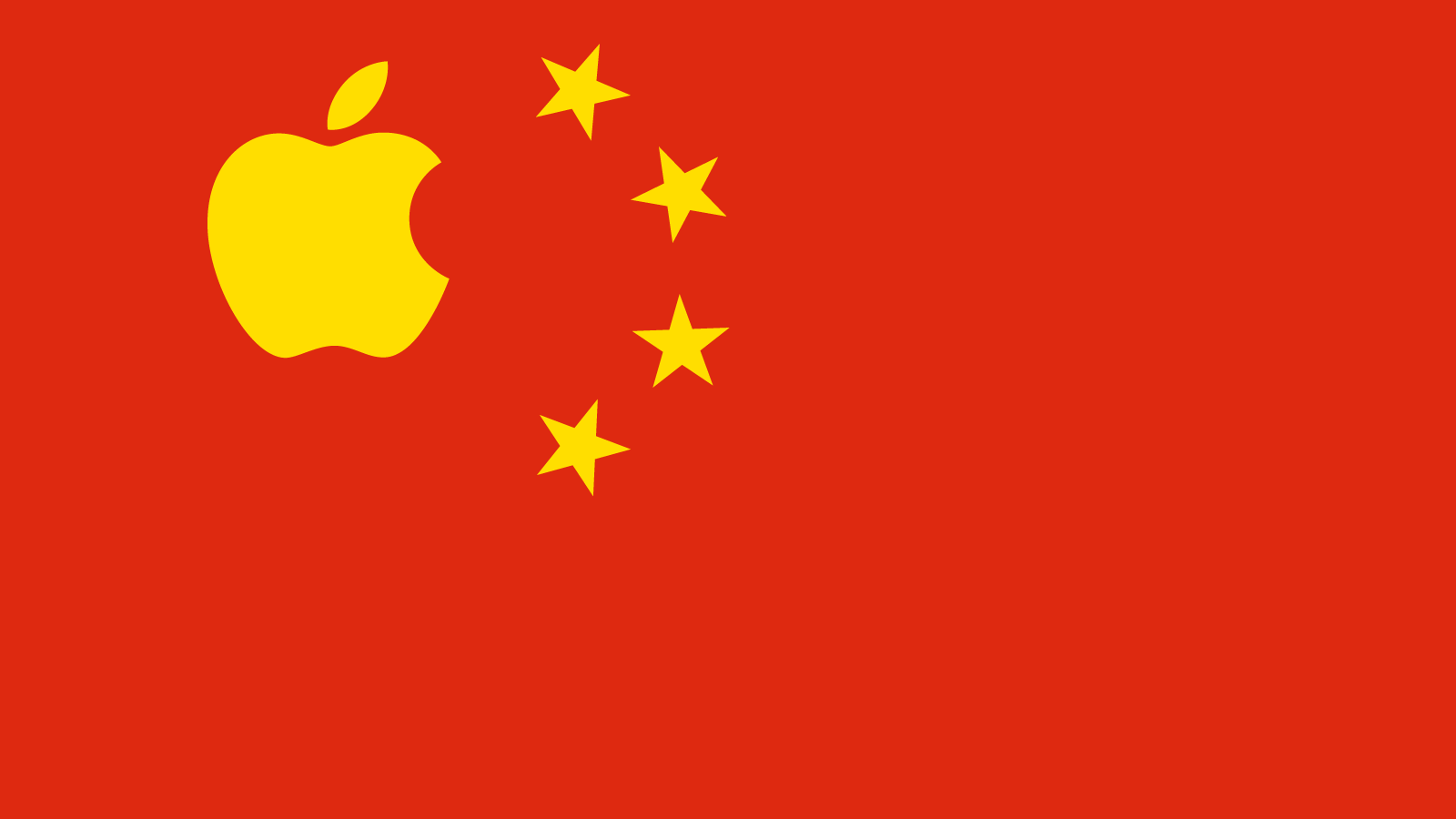
중국 국기와 애플 로고가 결합된 풍자 이미지

2015년부터 애플은 중국 내에서 뉴스 앱을 차단했다.
2017년, 애플은 중국 정부가 금지한 콘텐츠에 접근할 수 있는 앱들을 중국 앱 스토어에서 제거했다. 이들 앱의 상당수는 사용자가 만리방화벽을 우회할 수 있도록 가상 사설망(VPN)에 접근할 수 있게 했다. 애플은 중국 법률을 구체적으로 언급하지 않고, 해당 앱들이 현지 법률을 위반했다고 주장했다. 삭제된 앱 중에는 애플과 FBI 간 암호화 갈등에서 애플을 지지하는 법정조언자 의견서를 제출했던 Golden Frog의 VyprVPN도 포함되어 있었다. 애플은 중국 정부의 요구에 굴복한 최초의 글로벌 외국 기술 회사였다.
애플은 중국 정부에 협조하고 시장에 남기 위해 중국 앱 스토어에서 VPN을 제거했다.애플 CEO 팀 쿡은 “지금 검열에 협조하면, 오히려 중국 내 검열 규칙이 완화될 수도 있다”고 발언했다.
2018년, 애플은 중국 본토에서 사용하는 기기에서 중화민국(대만) 국기 이모지를 제한했다. 같은 해, 애플은 중국 사이버공간관리국의 요청으로 미국의 소리(Voice of America) 앱을 삭제했다.
2018년, 중국 국가 코드나 언어 설정을 사용하는 iDevice에서 “Taiwan”이라는 단어나 대만 국기 이모지를 보낼 경우 기기가 충돌하는 문제가 발생했다.
1989년 천안문 광장 시위 및 학살을 언급한 예술가들은 iTunes에서 일부 또는 전체 음악이 삭제되었으며, 여기에는 장학우와 Tat Ming Pair가 포함된다.
2020년 7월, 애플은 중국 앱 스토어에서 3,300개의 미인가 게임을 삭제했다.
5개월 후, 애플은 추가로 48,000개의 미인가 게임을 삭제했다. 삭제된 앱 중에는 Asphalt 8: Airborne, Grand Theft Auto, Fruit Ninja 등이 포함되어 있다.
2021년, 애플은 중국 앱 스토어에서 쿠란 앱과 성경 앱을 삭제했다. 애플은 또한 무슬림을 위한 인기 일일 기도 앱도 삭제했다. 여호와의 증인 앱은 2020년 5월에 삭제되었다.
2022년 10월, 2022년 베이징 스퉁차오 다리 시위 이후, 애플은 중국에서 구매한 아이폰 및 아이패드의 에어드롭 기능을 제한하는 업데이트를 배포했다. "모두에게 수신" 옵션이 "10분 동안 모두에게"로 변경되었다.
다음 달, 애플은 중국 앱 스토어에서 TaiwanPlus 앱을 삭제했다.
2023년 8월, 애플은 중국 앱 스토어에서 AI 앱들을 삭제했다.
2024년 4월, 애플은 중국 앱 스토어에서 Threads, WhatsApp, Telegram, Signal을 삭제했다.

### 이란
2017년 2월, 애플은 미국 제재를 준수하기 위해 이란 앱에서 결제 서비스를 제한했다. 미국으로 이란 통화가 유입되는 것이 금지되었기 때문이다. 이에 따라 이란 앱들은 자국 전자결제 서비스를 도입해 대응했다.
2017년 8월, 애플은 이란 앱 스토어에서 다수의 이란 앱들을 삭제했다. 애플은 이란에 공식 매장도 없고, 특정 국가용 앱 스토어도 운영하지 않지만, 이란 시민들은 외부 경로를 통해 애플 제품과 콘텐츠에 접근할 수 있다. 삭제된 앱들에는 스냅!이라는 차량 호출 서비스와 DelionFoods라는 음식 배달 앱이 포함되어 있었다.

### 러시아
2018년 5월, 애플은 전 세계적으로 사용되는 암호화 메시징 앱 Telegram에 대한 검열 과정에 참여했다. 러시아 정부는 암호화된 메시지를 감시하고자 Telegram에게 연방보안국에 복호화 키를 제공할 것을 요구했다. Telegram이 이를 거부하자, 러시아 정부는 애플에게 러시아 앱 스토어에서 Telegram을 차단하고 푸시 알림 기능을 제거하라고 요구했다. Telegram 창립자 파벨 두로프는 애플이 전 세계 사용자들에게 Telegram 업데이트를 제한하고 있으며, 이로 인해 앱의 규정 준수가 어려워질 수 있다고 주장했다.

### 대만
2021년 8월, 토론토대학교의 시티즌 랩은 애플이 대만에서 중국 공산당, 중국 정부 기관, 파룬궁과 관련된 문구를 각인할 수 없도록 제한하고 있다는 사실을 밝혀냈다.

## 같이 보기
- 구글에 의한 검열
- 트위터 검열
- 유튜브 검열

## 참조
1. ↑  Hafner, Katie (2005년 5월 18일). “Apple Bans an Unauthorized Biography From Its Stores”. 《The New York Times》. 2025년 4월 5일에 확인함.
2. ↑  Orlowski, Andrew (2005년 4월 27일). “Book giant feels wrath of Jobs”. 《The Register》 (영어). 2009년 7월 18일에 확인함.
3. ↑  Sumption, Dan. “Review of iCon - Steve Jobs, The Greatest Second Act in the History of Business by Jeffrey S. Young and William L. Simon” (영어). 2013년 4월 26일에 원본 문서에서 보존된 문서. 2013년 11월 20일에 확인함.
4. ↑  “Apple iBooks Censors 'Sperm'?”. 《HuffPost》 (영어). 2010년 6월 5일. 2013년 5월 10일에 원본 문서에서 보존된 문서. 2013년 5월 31일에 확인함.
5. ↑  Blake, Heidi (2010년 6월 27일). “Apple accused of censorship after porn disappears from iPad book chart” (영어). 2013년 1월 27일에 원본 문서에서 보존된 문서. 2013년 5월 31일에 확인함.
6. ↑  “Gay Comics Publisher Declares Victory Over Apple”. 《Publishers Weekly》. 2011년 8월 15일. 2025년 4월 5일에 확인함.
7. 1 2  “Gay Comic Publisher Undaunted by Apple's iBook Censorship”. 《Publishers Weekly》. 2014년 12월 21일. 2025년 4월 5일에 확인함.
8. ↑  “Northwest Press Defies Apple Censorship of LGBT Content | Comic Book Legal Defense Fund”. 《cbldf.org》 (미국 영어). 2014년 12월 23일. 2017년 2월 11일에 원본 문서에서 보존된 문서. 2017년 2월 10일에 확인함.
9. ↑  “Northwest Press Protests iBooks Ban With 'Apple Version'”. 《Comics Alliance》 (미국 영어). 2016년 6월 14일. 2017년 2월 11일에 원본 문서에서 보존된 문서. 2017년 2월 10일에 확인함.
10. ↑  The songs that are too rude for iTunes 보관됨 12월 21, 2016 - 웨이백 머신, Michael Cragg, The Guardian October 27, 2008. Retrieved October 27, 2008.
11. ↑  “iTunes glitch censors song titles, Friday 24 October 2008” (영어). 2008년 10월 24일. 2009년 1월 3일에 원본 문서에서 보존된 문서. 2013년 5월 31일에 확인함.
12. 1 2  Nicas, Jack (2018년 8월 6일). “Alex Jones and Infowars Content Is Removed From Apple, Facebook and YouTube” (영어). The New York Times Company. 2018년 12월 12일에 원본 문서에서 보존된 문서. 2018년 12월 11일에 확인함.
13. ↑  Nicas, Jack (2018년 8월 7일). “Gatekeepers or Censors? How Tech Manages Online Speech” (영어) (Aug. 7,2018). The New York Times Company. The New York Times. 2018년 12월 15일에 원본 문서에서 보존된 문서. 2018년 12월 11일에 확인함.
14. ↑  Goldman, David (2023년 10월 20일). “Jon Stewart's show on Apple is over because of disagreements about China”. 《CNN》 (영어). 2023년 10월 23일에 원본 문서에서 보존된 문서. 2023년 10월 23일에 확인함. CEO Tim Cook made a surprise visit to China last week to drum up sales for Apple’s products and government support for the company’s manufacturing operations in the country. So a potentially critical look at China on Stewart’s show, streamed by Apple, may not have sat well with the consumers and officials Cook is hoping will help boost Apple’s bottom line in the region.
15. ↑  Zengerle, Patricia; Martina, Michael (2023년 11월 15일). “US lawmakers question Apple over Jon Stewart's China content” (영어). Reuters. 2023년 11월 15일에 원본 문서에서 보존된 문서. 2023년 11월 15일에 확인함.
16. ↑  “The Sun's 'obscene' Page 3 girls get iPhone newspaper app banned by Apple” (영어). London: Guardian. 2009년 5월 6일. 2015년 2월 22일에 원본 문서에서 보존된 문서. 2009년 12월 2일에 확인함.
17. ↑  Sherwood, James (2009년 5월 5일). “Apple bans Page 3 from iPhone app” (영어). Reghardware.co.uk. 2009년 11월 26일에 원본 문서에서 보존된 문서. 2009년 12월 2일에 확인함.
18. ↑  Logged in as click here to log out (2009년 5월 24일). “Apple backtracks over ban on ebook application Eucalyptus | Technology | guardian.co.uk” (영어). London: Guardian. 2013년 9월 6일에 원본 문서에서 보존된 문서. 2009년 12월 2일에 확인함.
19. 1 2  MG Siegler (2010년 2월 23일). “Apple, There's Pornography On My iPhone. The App Is Called Safari. You Made It.”. 《TechCrunch》 (영어). 2010년 5월 27일에 원본 문서에서 보존된 문서. 2010년 5월 30일에 확인함.
20. 1 2  “Gay iPorn - IPhone ready site” (영어). 2019년 5월 22일에 원본 문서에서 보존된 문서. 2019년 12월 16일에 확인함.
21. ↑  Kincaid, Jason (2010년 2월 20일). “The New App Store Rules: No Swimsuits, No Skin, And No Innuendo” (영어). 2010년 5월 26일에 원본 문서에서 보존된 문서. 2010년 5월 30일에 확인함.
22. ↑  Charles "Zan" Christensen (2010년 5월 24일). “iPad Publishing No Savior for Small Press, LGBT Comics Creators”. 《Prism Comics》 (영어). 2010년 5월 29일에 원본 문서에서 보존된 문서. 2010년 5월 30일에 확인함.
23. ↑  Pfanner, Eric (2010년 3월 14일). “Publishers Question Apple's Rejection of Nudity” (영어). The New York Times. 2010년 3월 30일에 원본 문서에서 보존된 문서. 2010년 4월 15일에 확인함.
24. ↑  Goebel, Markus (2010년 3월 29일). “Europe's biggest publisher embraces the WePad”. 《Techcrunch》 (영어). 2010년 4월 14일에 원본 문서에서 보존된 문서. 2010년 4월 15일에 확인함.
25. 1 2  Mercedes Bunz: German publisher in row with Apple over pin-ups in iPhone app 보관됨 2월 3, 2017 - 웨이백 머신 The Guardian, March 9, 2010
26. ↑  “Apple bans Android magazine app - Apple 2.0 -Fortune Tech” (영어). 2013년 6월 8일에 원본 문서에서 보존된 문서. 2013년 7월 25일에 확인함.
27. ↑  Jack Schofield (2010년 5월 10일). “Wikipedia's porn purge, and cleaning up for the iPad” (영어). 2013년 11월 4일에 원본 문서에서 보존된 문서. 2016년 12월 14일에 확인함.
28. 1 2  Paul, Ian (2010년 4월 16일). “Apple Rejects Pulitzer Prize Winner's App”. 《PC World》. 2010년 4월 18일에 원본 문서에서 보존된 문서. 2010년 4월 17일에 확인함.
29. 1 2 3  Stelter, Brian (2010년 4월 16일). “A Pulitzer Winner Gets Apple's Reconsideration”. 《The New York Times》 (영어). 2010년 4월 17일에 원본 문서에서 보존된 문서. 2010년 4월 17일에 확인함.
30. ↑  “Slashdot Apple Story | Apple Blocks Cartoonist From App Store” (영어). 2010년 4월 15일. 2011년 5월 11일에 원본 문서에서 보존된 문서. 2010년 4월 15일에 확인함.
31. ↑  “Baby Shaker Game Causes Outrage | BBC” (영어). BBC News. 2009년 4월 24일. 2009년 4월 27일에 원본 문서에서 보존된 문서. 2009년 12월 2일에 확인함.
32. ↑  trent_reznor. “Trent Reznor (trent_reznor) on Twitter” (영어). 2010년 4월 6일에 원본 문서에서 보존된 문서. 2009년 12월 2일에 확인함.
33. 1 2  “Apple Allows NIN App Update”. Uk.i4u.com. 2009년 5월 11일. 2009년 12월 2일에 확인함.[깨진 링크]
34. ↑  “Rejected By Apple” (영어). 2016년 9월 18일에 원본 문서에서 보존된 문서. 2016년 6월 16일에 확인함.
35. ↑  Dredge, Stuart (2011년 9월 14일). “Apple bans satirical iPhone game Phone Story from its App Store” (영어). The Guardian. 2014년 3월 15일에 원본 문서에서 보존된 문서. 2014년 3월 15일에 확인함.
36. ↑  “Apple bans 'drone strike' app” (영어). 2012년 8월 31일. 2012년 10월 27일에 원본 문서에서 보존된 문서. 2012년 11월 5일에 확인함.
37. ↑  “HiddenApps Allows iAds Opt-Out Without Jailbreak” (영어). 2013년 3월 13일에 원본 문서에서 보존된 문서. 2013년 3월 13일에 확인함.
38. ↑  “Treehouse Branches Out to the iPad with a New App” (영어). 2013년 7월 25일. 2017년 7월 11일에 원본 문서에서 보존된 문서. 2018년 6월 18일에 확인함.
39. 1 2  Pope, Lucas (2014년 12월 12일). “Apple forces nude immigrants to cover up in iPad version of Papers, Please”. 《Ars Technica》 (영어). 2014년 12월 12일에 원본 문서에서 보존된 문서. 2014년 12월 12일에 확인함.
40. ↑  “Papers, Please on the App Store” (영어). 2015년 10월 13일에 원본 문서에서 보존된 문서. 2016년 12월 29일에 확인함.
41. ↑  “Apple a depublié l'appli @francemusique pour cause de contenus adultes” (영어). 2016년 3월 5일에 원본 문서에서 보존된 문서. 2015년 5월 16일에 확인함.
42. ↑  “Censurée par Apple, France Musique va classer " + de 17 ans " son application En savoir plus sur” (영어). Le Monde. 2015년 5월 20일에 원본 문서에서 보존된 문서. 2015년 5월 16일에 확인함.
43. ↑  Grubb, Jeff (2016년 2월 7일). “Apple's gaming censorship continues: The Binding of Isaac blocked from App Store” (영어). VentureBeat. 2017년 7월 27일에 원본 문서에서 보존된 문서. 2016년 3월 9일에 확인함.
44. ↑  Matulef, Jeffrey (2017년 1월 11일). “The Binding of Isaac: Rebirth is out now on iOS”. 《Eurogamer》 (영어). 2017년 1월 13일에 원본 문서에서 보존된 문서. 2017년 1월 11일에 확인함.
45. ↑  Warren, Tom (2018년 2월 1일). “Telegram temporarily removed from Apple's App Store due to 'inappropriate content'” (영어). The Verge. 2018년 12월 9일에 원본 문서에서 보존된 문서. 2018년 12월 12일에 확인함.
46. ↑  Statt, Nick (2018년 2월 5일). “Apple removed Telegram from the App Store over distribution of child pornography” (영어). The Verge. 2018년 12월 13일에 원본 문서에서 보존된 문서. 2018년 12월 12일에 확인함.
47. 1 2  Nicas, Jack (2018년 9월 7일). “Alex Jones's Infowars Is Removed From Apple's App Store” (영어). The New York Times. 2018년 12월 12일에 원본 문서에서 보존된 문서. 2018년 12월 11일에 확인함.
48. ↑  Etienne, Stefan (2018년 9월 7일). “Apple just permanently banned Infowars from the App Store” (영어). The Verge. 2018년 12월 10일에 원본 문서에서 보존된 문서. 2018년 12월 12일에 확인함.
49. ↑  Bowden, John (2018년 9월 7일). “Apple bans Infowars app from store: report”. 《The Hill》 (영어). 2018년 11월 21일에 원본 문서에서 보존된 문서. 2018년 12월 12일에 확인함.
50. 1 2 3  Porter, Jon (2018년 11월 20일). “Tumblr was removed from Apple's App Store over child pornography issues”. 《The Verge》 (영어). 2018년 12월 6일에 원본 문서에서 보존된 문서. 2018년 12월 12일에 확인함.
51. ↑  Stampler, Laura (2018년 12월 3일). “Tumblr to Ban 'Adult Content.' Some Users Aren't Happy”. 《Fortune》 (영어). 2018년 12월 15일에 원본 문서에서 보존된 문서. 2018년 12월 12일에 확인함.
52. ↑  Hall, Charlie (2018년 12월 6일). “Afghanistan '11, game with US and Taliban forces, removed from app store”. 《Polygon》 (영어). 2018년 12월 23일에 원본 문서에서 보존된 문서. 2018년 12월 22일에 확인함.
53. ↑  “Apple bans Hong Kong protest location app” (영어). 2019년 10월 3일. 2019년 10월 3일에 원본 문서에서 보존된 문서.
54. ↑  Lee, Timothy B. (2020년 8월 28일). “Apple won't let Facebook tell users about 30-percent Apple tax on events”. 《Ars Technica》 (영어). 2020년 8월 31일에 원본 문서에서 보존된 문서. 2020년 8월 31일에 확인함.
55. ↑  Wayt, Theo (2021년 9월 17일). “Apple, Google block Alexei Navalny's app in act of 'political censorship'”. 《New York Post》 (영어). 2021년 10월 10일에 원본 문서에서 보존된 문서. 2021년 10월 10일에 확인함.
56. 1 2  Roth, Andrew (2021년 9월 17일). “Apple and Google accused of 'political censorship' over Alexei Navalny app”. 《The Guardian》 (영어). 2021년 9월 17일에 원본 문서에서 보존된 문서. 2021년 10월 10일에 확인함.
57. ↑  Cichowlas, Ola (2021년 9월 17일). “Google, Apple 'Censor' Navalny App As Russian Polls Open”. 《International Business Times》 (영어). 2021년 10월 10일에 원본 문서에서 보존된 문서. 2021년 10월 10일에 확인함.
58. ↑  “Change your Apple ID country or region” (영어). 2022년 11월 4일. 2022년 9월 20일에 원본 문서에서 보존된 문서. 2022년 9월 19일에 확인함.
59. ↑  Fung, Brian (2015년 10월 12일). “China welcomes Apple's iPhones. Its News app? Not so much.”. 《The Washington Post》 (영어). 2022년 12월 7일에 원본 문서에서 보존된 문서. 2021년 10월 10일에 확인함.
60. ↑  Mozur, Paul (2017년 7월 29일). “Apple Removes Apps From China Store That Help Internet Users Evade Censorship”. 《The New York Times》 (영어). 2018년 12월 9일에 원본 문서에서 보존된 문서. 2018년 12월 11일에 확인함.
61. 1 2  Shaban, Hamza (2017년 8월 2일). “Why Tim Cook's conciliatory approach in China is likely to fail: Experts says China, eager to prop up its domestic tech industry, may move to tighten censorship restrictions even more.” (영어).
62. ↑  Rauhala, Emily (2017년 8월 2일). “Apple, Amazon help China curb the use of anti-censorship tools: Apple's chief defended the move as necessary to remain in the Chinese market, but activists worry about fewer options to beat censors.” (영어).
63. ↑  Horwitz, Josh (2018년 4월 12일). “You can't use the Taiwan flag emoji on a Chinese iPhone”. 《Quartz》 (영어). 2018년 12월 15일에 원본 문서에서 보존된 문서. 2018년 12월 11일에 확인함.
64. ↑  Kan, Michael (2022년 4월 22일). “FCC Commissioner Urges Apple to Stand Up to China's Censorship”. 《PCMag》 (영어). 2022년 4월 30일에 원본 문서에서 보존된 문서. 2022년 4월 30일에 확인함.
65. ↑  Goodin, Dan (2018년 7월 10일). “iPhone crashing bug likely caused by code added to appease Chinese gov't”. 《Ars Technica》 (영어). 2018년 7월 10일에 원본 문서에서 보존된 문서. 2018년 7월 10일에 확인함.
66. ↑  Wardle, Patrick (2018년 7월 10일). “A Remote iOS Bug” (영어). 2018년 7월 10일에 원본 문서에서 보존된 문서.
67. ↑  Greenberg, Andy (2018년 7월 10일). “Apple's China-Friendly Censorship Caused an iPhone-Crashing Bug”. 《Wired (magazine)|Wired》. 2018년 7월 13일에 원본 문서에서 보존된 문서. 2018년 7월 12일에 확인함. Since at least early 2017, iOS has included that Chinese censorship function: Switch your iPhone's location setting to China, and the Taiwanese flag emoji essentially disappears from your phone, evaporating from its library of emojis and appearing as a "missing" emoji in any text that appears on the screen. That code likely represents a favor from Apple to the Chinese government, which for the last 70 years has maintained that Taiwan is a part of China and has no legitimate independent government.
68. ↑  “Outspoken folk rock singer Li Zhi disappears as China tightens grip ahead of Tiananmen anniversary” (영어). 2019년 6월 2일. 2019년 6월 2일에 원본 문서에서 보존된 문서. 2019년 7월 12일에 확인함.
69. ↑  Sheng, Wei (2020년 7월 3일). “Apple purges 3,300 games from China App Store in 2 days · TechNode”. 《TechNode》 (미국 영어). 2023년 9월 4일에 원본 문서에서 보존된 문서. 2023년 9월 4일에 확인함.
70. ↑  Sheng, Wei (2020년 12월 9일). “Apple to remove all unlicensed games from China App Store · TechNode”. 《TechNode》 (미국 영어). 2023년 9월 4일에 원본 문서에서 보존된 문서. 2023년 9월 4일에 확인함.
71. ↑  Clayton, James (2021년 10월 15일). “Apple takes down Koran app in China”. 《BBC News》 (영어). 2021년 10월 15일에 원본 문서에서 보존된 문서. 2021년 10월 15일에 확인함.
72. ↑  Hamilton, Isobel Asher. “Apple took down a Quran app and a Bible app in China on the request of Chinese officials”. 《Business Insider》 (미국 영어). 2021년 10월 24일에 원본 문서에서 보존된 문서. 2021년 10월 24일에 확인함.
73. ↑  “Muslim Pro Muslim Prayer Times – Apple Censorship” (미국 영어). 2021년 10월 24일에 원본 문서에서 보존된 문서. 2021년 10월 24일에 확인함.
74. ↑  “JW Library – Apple Censorship” (영어). 2022년 9월 20일에 원본 문서에서 보존된 문서. 2022년 9월 19일에 확인함.
75. ↑  Filipe Espósito (2022년 11월 9일). “Apple to restrict 'Everyone' option in AirDrop to 10 minutes in China with iOS 16.1.1”. 《9to5mac.com》 (영어). 2022년 11월 10일에 원본 문서에서 보존된 문서.
76. ↑  “TaiwanPlus removed from Apple's China App Store, website blocked”. 《Focus Taiwan》 (미국 영어). 2022년 11월 11일. 2022년 11월 18일에 원본 문서에서 보존된 문서. 2022년 11월 18일에 확인함.
77. ↑  Dong, Cheyenne (2023년 8월 2일). “Apple widely removing generative AI apps from China's App Store · TechNode”. 《TechNode》 (미국 영어). 2023년 9월 4일에 원본 문서에서 보존된 문서. 2023년 9월 4일에 확인함.
78. ↑  “Apple takes down WhatsApp, Threads from China app store”. 《Radio Free Asia》 (영어). 2024년 4월 22일. 2024년 4월 23일에 원본 문서에서 보존된 문서. 2024년 4월 23일에 확인함.
79. 1 2 3 4 5  Erdbrink, Thomas; Goel, Vindu (2018년 8월 24일). “Apple, Citing U.S. Sanctions, Removes Popular Apps in Iran” (영어). 2018년 12월 15일에 원본 문서에서 보존된 문서.
80. 1 2 3  Liao, Shannon (2018년 5월 29일). “Russia asks Apple to remove Telegram from the App Store”. 《The Verge》 (영어). 2018년 12월 15일에 원본 문서에서 보존된 문서. 2018년 12월 11일에 확인함.
81. 1 2 3 4  Satariano, Adam; Nechepurenko, Ivan (2018년 5월 31일). “Telegram App Says Apple Is Blocking Updates Over Dispute With Russia” (영어). The New York Times. 2018년 12월 15일에 원본 문서에서 보존된 문서. 2018년 12월 11일에 확인함.
82. ↑  Kwan, Campbell (2021년 8월 19일). “Citizen Lab finds Apple's China censorship process bleeds into Hong Kong and Taiwan” (영어). 2022년 11월 30일에 원본 문서에서 보존된 문서. 2021년 8월 22일에 확인함.
83. ↑  Knockel, Jeffrey; Ruan, Lotus (2021년 8월 18일). “Engrave Danger: An Analysis of Apple Engraving Censorship across Six Regions” (미국 영어). 2021년 8월 18일에 원본 문서에서 보존된 문서. 2021년 8월 22일에 확인함.